# الشرف (المنار)

تعديل مصدري - تعديل

الشرف هي إحدى قرى محافظة ذمار في الجمهورية اليمنية.

## الموقع
تقع قرية الشرف في عزلة عنبان بمديرية المنار التابعة لمحافظة ذمار، في اليمن.

## السكان
بلغ عداد سكانها 244 نسمة بحسب الإحصاء للسكان والمساكن والمنشآت في اليمن لعام 2004.

## روابط خارجية
- الجهاز المركزي للإحصاء بالجمهورية اليمنية
- المركز الوطني للمعلومات باليمن
- الدليل الشامل